# Sargeist
Sargeist – fiński zespół wykonujący black metal, założony w 1999 roku. Początkowo miał być to projekt na solowy album Shatrauga z zespołu Horna, jednak do 2000 roku dołączyli do niego inni muzycy. Tekstowo zespół skupia się na tematach satanizmu, antychrześciaństwa, bluźnierstwa, ciemności, depresji i nienawiści. Nazwa zespołu pochodzi od połączenia dwóch niemieckich słów "sarg" (trumna) i "geist" (duch) i pochodzi z utworu "The Old Coffin Spirit" black metalowego zespołu Rotting Christ. Muzycy występują pod pseudonimami, a ich prawdziwe imiona są nieznane.

## Członkowie zespołu
- Shatraug – gitara
- Hoath Torog – śpiew
- Horns – perkusja

### Byli członkowie
- Lord Volos – perkusja
- Gorsedd Marter
- Makha Karn

## Dyskografia

### Albumy studyjne
- 2003 - Satanic Black Devotion
- 2005 - Disciple of the Heinous Path
- 2010 - Let The Devil In

- 2014 - Feeding the Crawling Shadows

- 2018 - Unbound

### Dema
- 1999 - Nockmaar
- 2000 - Heralding the Breath of Pestilence
- 2001 - Tyranny Returns

### Minialbumy
- 2008 - The Dark Embrace
- 2011 - Lair of Necromancy

- 2019 -  Death Veneration

### Splity
- 2002 - Merrimack / Sargeist
- 2004 - Sargeist / Temple of Baal
- 2004 - In Ruin & Despair / To the Lord Our Lives (z Horned Almighty)
- 2004 - Sargeist / Funeral Elegy
- 2006 - Sargeist / Bahimiron
- 2011 - Crimson Wine / As the Blood Flows On... (z Drowning the Light)

### Albumy kompilacyjne
- 2005 - Funeral Curses